# Абхазский аналитический алфавит
Абхазский аналитический алфавит — алфавит на основе латинской графики для абхазского языка, разработанный советским лингвистом Н. Я. Марром, и применявшийся в конце 1920-х годов.

## История
К началу 1920-х годов для записи абхазского языка использовался алфавит на основе кириллицы. В тот период начинался процесс латинизации алфавитов языков СССР. Н. Я. Марр предложил использовать в качестве нового алфавита разработанный им применительно к абхазскому языку так называемый «аналитический алфавит». Этот алфавит, представлявший собой фонетическую транскрипцию, по замыслу автора предполагалось апробировать на примере абхазского языка, а затем сделать основой и для письменностей других языков. Авторитет и влияние Марра убедили руководство и часть интеллигенции Абхазской ССР начать процесс перехода на новый алфавит. С 1924 года Марр работал в составе комиссии Наркомпроса Абхазии по выработке нового алфавита. 30 июня 1924 года комиссия комиссия рекомендовала принять абхазский аналитический алфавит, вместе с тем попросив автора упростить его. Собственно, громоздкость алфавита (76 букв) и большое количество диакритических знаков в нём были основными доводами против этого проекта. Так, А. М. Чочуа писал Марру, что алфавит «произвёл на всех нас невыгодное впечатление своею сложностью, трудностью начертания букв и их многозначностью». Тем не менее, 11 октября 1925 года Наркомпрос Абхазии вновь постановил перейти на алфавит Марра и вновь указал на необходимость его упрощения. Фактически процесс перевода абхазской письменности на алфавит Марра начался в 1926—1927 годах. Первые же опыты внедрения нового алфавита в сферы образования и делопроизводства показали его полную практическую непригодность. Практически сразу после принятия «аналитического алфавита» против него выступили как абхазская интеллигенция, так и видные востоковеды Н. Ф. Яковлев, А. Н. Генко и Е. Д. Поливанов. Последний писал, что алфавит Марра излишне «научен» и непригоден для практического применения. В феврале 1928 года «абхазский аналитический алфавит» был раскритикован в одной из центральных газет. Рост недовольства новым алфавитом в Абхазии привёл к тому, что к концу 1928 года был поставлен вопрос его замены. В 1929 году алфавит Марра был заменён другим алфавитом, также на латинской графической основе, но более подходящим для практического применения.

## Соответствие современному алфавиту
| ААА | Совр. |    | ААА | Совр. |    | ААА | Совр. |    | ААА | Совр. |    | ААА | Совр. |   | ААА | Совр. |  | ААА | Совр. |  | ААА | Совр. |
| --- | ----- | -- | --- | ----- | -- | --- | ----- | -- | --- | ----- | -- | --- | ----- | - | --- | ----- |  | --- | ----- |  | --- | ----- |
| a   | а     |    | d   | д     |    | g   | г     |    | ȷ°  | жә    |    | ⱪ̇   | ҟь    |   | q   | қ     |  | t   | т     |  | ш°  | шә    |
| b   | б     | ď  | ӡ   | gˌ    | гь | ħ   | ҳ     | k̇° | ҟә  | qˌ    | қь | ṫ   | ҵ     | u | у   |       |  |     |       |  |     |       |
| ϑ   | ҭ     | ḓ  | џ   | g°    | гә | ħ˚  | ҳә    | l  | л   | q°    | қә | ṫ°  | ҵә    | v | в   |       |  |     |       |  |     |       |
| ϑ̣   | ч     | ḏ̣  | џь  | ǧ     | ӷ  | i   | и     | m  | м   | q̇     | х  | t°  | тә    | w̧ | ҩ   |       |  |     |       |  |     |       |
| ϑ̇   | ц     | d° | дә  | ǧˌ    | ӷь | k   | к     | n  | н   | q̇ˌ    | хь | ṭ   | ҷ     | z | з   |       |  |     |       |  |     |       |
| ϑ°  | ҭә    | ď° | ӡә  | ǧ°    | ӷә | ⱪ   | кь    | o  | о   | q̇°    | хә | ṯ̣   | ҿ     | ә | ы   |       |  |     |       |  |     |       |
| ϑ̇°  | цә    | e  | е   | j     | ж  | k°  | кә    | p  | п   | r     | р  | ш   | ш     |   |     |       |  |     |       |  |     |       |
| ϑ̱̣   | ҽ     | f  | ф   | ȷˌ    | жь | k̇   | ҟ     |    | ԥ   | s     | с  | щ   | шь    |   |     |       |  |     |       |  |     |       |